# Red in Blues-ville
Red in Blues-ville — студійний альбом американського джазового піаніста Реда Гарленда, випущений у 1959 році лейблом Prestige.

## Опис
Піаніст Ред Гарленд зі своїм тріо (з басистом Семом Джонсом і ударником Артом Тейлором) виконують шість композицій, орієнтованих на блюз, від «He's a Real Gone Guy» Неллі Лутчер і «St. Louis Blues» до «Your Red Wagon» і «M-Squad (Theme)» Каунта Бейсі. Гарленд покращує кожну композицію своїм відмітним звучанням, що робить їх свіжими і новими. Дуже солідний сет від послідовного піаніста, який передусім найбільше відомий як учасник класичного квінтету Майлза Девіса.

## Список композицій
1. «He's a Real Gone Guy» (Неллі Лутчер) — 5:13
2. «See See Rider» (народна) — 8:00
3. «M Squad (Theme)» (Каунт Бейсі) — 7:36
4. «Your Red Wagon» (Джин Депол, Річард Джонс) — 5:51
5. «Trouble in Mind» (Річард Джонс) — 5:49
6. «St. Louis Blues» (В. К. Генді) — 9:59

## Учасники запису
- Ред Гарленд — фортепіано
- Сем Джонс — контрабас
- Артур Тейлор — ударні

Технічний персонал
- Есмонд Едвардс — продюсер, фотографія
- Руді Ван Гелдер — інженер
- Боб Снід — текст